# Druckschriften- und Zeitungsverlags GmbH
Koordinaten: 48° 8′ 39,72″ N, 11° 27′ 8,93″ O
Der DSZ-Verlag (Druckschriften- und Zeitungsverlags GmbH) ist ein vom Verleger Gerhard Frey 1958 gegründeter rechtsextremer Verlag, der unter anderem die National-Zeitung herausgab.

## Bedeutung
Frey war sein Geschäftsführer und seit 1960 Alleininhaber. Dem DSZ-Verlag ist die Freiheitliche Buch- und Zeitschriftenverlags GmbH (FZ-Verlag) angegliedert, die sich seit 2013 in Liquidation befindet und mittlerweile aufgelöst wurde. Verlagssitz ist München. Nach dem Tod Freys im Jahr 2013 hat dessen Ehefrau Regine Frey die Geschäftsführung übernommen. Nach Angaben im Verfassungsschutzbericht des Freistaates Bayern für das Jahr 2016 war der DSZ-Verlag „über einen langen Zeitraum das bedeutendste rechtsextremistische Propagandainstrument in Deutschland“. Aufgrund eines erheblichen Rückgangs des Umsatzes und der Verkaufszahlen der National-Zeitung stellte der Verlag mit der letzten Ausgabe 52/2019 diese am 20. Dezember 2019 ein.
Seit 30. Oktober 2020 ist der Verlag in Liquidation.

## Veröffentlichungen (Auszug)
- Otto Scrinzi (Hrsg.): Ich bin stolz Deutscher zu sein – Die Antwort an die Nestbeschmutzer. München 1993, ISBN 3-925924-10-8
- Fritz von Randow: Die Wahrheit über von Weizsäcker – Bilder und Dokumente. ISBN 3-925924-01-9
- Reinhard Pozorny (Hrsg.): Deutsches National-Lexikon. ISBN 3-925924-09-4
- Friedrich Hellriegel-Netzebandt (Hrsg.): Deutscher National-Atlas – Schwerpunkte deutscher Geschichte im Kartenbild. München 1996, ISBN 3-925924-14-0
- Reinold Stein (Hrsg.): … über Alles in der Welt! – Heimat, Volk und Vaterland im deutschen Liedgut. München 2000, ISBN 3-925924-18-3